# Kathrin Schlemmer
Kathrin Schlemmer (* 1973 in Berlin) ist eine deutsche Musikwissenschaftlerin und Psychologin. Sie ist Professorin für Musikwissenschaft an der Katholischen Universität Eichstätt-Ingolstadt.

## Leben
Nach dem Abitur studierte Kathrin Schlemmer ab 1994 Musikwissenschaft an der Technischen Universität Berlin. Parallel dazu studierte sie ab 1995 Psychologie an der Humboldt-Universität zu Berlin. 2001 vollendete Schlemmer das Studium der Musikwissenschaft als Magistra Artium und erlangte ihr Diplom in Psychologie. Von 2002 bis 2005 absolvierte sie ihr Promotionsstudium in Psychologie an der Humboldt-Universität zu Berlin und promovierte zum Dr. rer. nat. mit der Dissertation Absolutes und nicht absolutes Hören – Einflussfaktoren auf das Erinnern von Tonarten (summa cum laude).
Einen Lehrauftrag hatte Schlemmer bereits 2003 am Institut für Psychologie der Universität Wien. Ab 2005 war Schlemmer als wissenschaftliche Mitarbeiterin an der Universität Potsdam tätig. Weitere Forschungs- und Lehrerfahrung sammelte sie von 2006 bis 2009 als wissenschaftliche Mitarbeiterin im Fachgebiet Systematische Musikwissenschaft an der Martin-Luther-Universität in Halle. Ab Oktober 2009 war Schlemmer als Vertretungsprofessorin an der Katholischen Universität Eichstätt-Ingolstadt tätig. Seit April 2011 ist sie dort Inhaberin der Professur für Musikwissenschaft.
Schlemmer ist verantwortlich für den BA-Studiengang Angewandte Musikwissenschaft und Musikpädagogik. Seit 2015 ist sie als Frauen- und Gleichstellungsbeauftragte der Katholischen Universität tätig und damit Mitglied des Senats, des Hochschulrats und der erweiterten Hochschulleitung. Mit ihrem Gleichstellungskonzept erreichte die Katholische Universität die Qualifikation für das Professorinnenprogramm III des Bundes und der Länder. Weiterhin ist Schlemmer Mitglied der Kommission für Studium und Lehre und des Senatsausschusses für Forschung.

## Forschung
Als Psychologin und Musikwissenschaftlerin forscht Kathrin Schlemmer auf dem Gebiet der Musikpsychologie. In diesem Bereich arbeitet sie hauptsächlich empirisch und mit quantitativen Forschungsmethoden. Einen besonderen Stellenwert nimmt dabei das Thema Replikation in der musikpsychologischen Forschung ein.
Seit ihrem Studium beschäftigt sie sich mit dem musikalischen Gedächtnis. Dabei konnte sie anhand des Phänomens des Absoluten Gehörs nachweisen, dass sich aus der Gedächtnispsychologie bekannte Prinzipien auch bei musikbezogenen Erinnerungsprozessen zeigen. Beispiele dafür sind der Zusammenhang von Lernhäufigkeit und Erinnerungsqualität oder der Zusammenhang von Aufgabenschwierigkeit und Pupillenerweiterung bei der Erinnerung an Töne und Tonarten.
Infolge ihrer Tätigkeit als Konzertveranstalterin in Eichstätt entwickelte Schlemmer im Rahmen von Lehrforschungsprojekten Konzertformate und führte Publikumsbefragungen durch. Dabei liegt das Augenmerk auf den Motiven verschiedener Publika für den Konzertbesuch sowie auf der Bedeutung des Musikhörens im Allgemeinen.

## Mitgliedschaften
- Vizepräsidentin der Deutschen Gesellschaft für Musikpsychologie (seit 2022)
- Mitglied der European Society for the Cognitive Sciences of Music
- Gutachterin für die Zeitschrift MUSICÆ SCIENTIÆ
- Gutachterin für das Jahrbuch Musikpsychologie
- Gutachterin für die Alexander-von-Humboldt-Stiftung
- Gründungsmitglied des Vereins Alte Musik Eichstätt e. V. und Mitorganisatorin des jährlichen Musikfests Eichstätt

## Publikationen

### Bücher
- Schlemmer, Kathrin: Absolutes und nichtabsolutes Hören: Einflussfaktoren auf das Erinnern von Tonarten. Berlin; Göttingen: Dokumentenserver der Humboldt-Universität zu Berlin und Göttingen: Proprint, 2006

### Aufsätze (Auswahl)
- Alltagsphänomene und Sonderleistungen bei der Musikwahrnehmung: absolutes Hören, Ohrwürmer und Synästhesie. In: Lehmann, Andreas; Kopiez, Reinhard (Hrsg.): Handbuch Musikpsychologie. Göttingen: Hogrefe, 2018. S. 589–615. ISBN 978-3-456-85591-2; ISBN 978-3-456-95591-9
- Schlemmer, Kathrin: Akustik und Alltagswissen über Musik. In: Reuter, Christoph W.; Auhagen, Wolfgang (Hrsg.): Musikalische Akustik. Laaber-Verlag, 2014. S. 218–232. (Kompendien Musik; 16) ISBN 978-3-89007-736-9
- Schlemmer, Kathrin, Lehmann, Marco: Systematische Musikwissenschaft: Arbeitstechniken und Methoden. In: Knaus, Kordula, Zedler, Andrea (Hrsg.): Musikwissenschaft studieren: Arbeitstechnische und methodische Grundlagen. München: Utz, 2012. S. 163–193. ISBN 978-3-8316-4140-6